# Cabrit i Bassa
Guillem Cabrit i Guillem Bassa foren dos personatges, a mig camí de la història i la llegenda, que varen defensar la fortificació del Castell d'Alaró quan les tropes catalanes de l'infant Alfons ocuparen l'illa de Mallorca i sobre la torre del qual continuava onejant la senyera de Jaume II de Mallorca. Durant segles, foren venerats com a sants a Mallorca, essent coneguts com a Sant Cabrit i Sant Bassa.

## Llegenda
Durant la guerra entre Alfons el Franc i Jaume II de Mallorca, les tropes del primer assetjaren el Castell d'Alaró, fidel al rei de Mallorca; el mateix Alfons (en català antic, Anfós) va dirigir el setge i va ordenar l'entrega del castell a Guillem Capello, anomenat Cabrit, i Guillem Bassa, els seus defensors.
Un fragment del poema El Comte Mal, de Guillem Colom i Ferrà, es refereix a aquest passatge de la resistència del Castell d'Alaró:
| « | Quan la lluita es fa més forta, truca un missatger a la porta: -Castellans, lliurau de pressa les claus del castell rebel o de grat deixau-vos prendre: el fort que car es deixi vendre serà en sec fet pols i cendra, insepults els qui el defensin i menjats pels corbs del cel. -I, ¿qui amb tal ordre us envia? Cabrit irat responia- -Anfós d'Aragó i Mallorca jurat com a rei i hereu. -No coneixem al reialme altre rei que el rei En Jaume A Mallorca, -i perdonau-me- anfós és un peix que es menja amb allioli a tot arreu... -Llamp del cel!, que és gran vilesa sofrir més vostra escomesa! ¿Qui gosa amb tals paraules insultar el rei d'Aragó? -crida Anfós als de la plaça.- -Dos lleials: Cabrit i Bassa. -¿Cabrit, dieu? Bona caça! Doncs, com cabrits jur rostir-vos per escarment del traïdor!- | » |

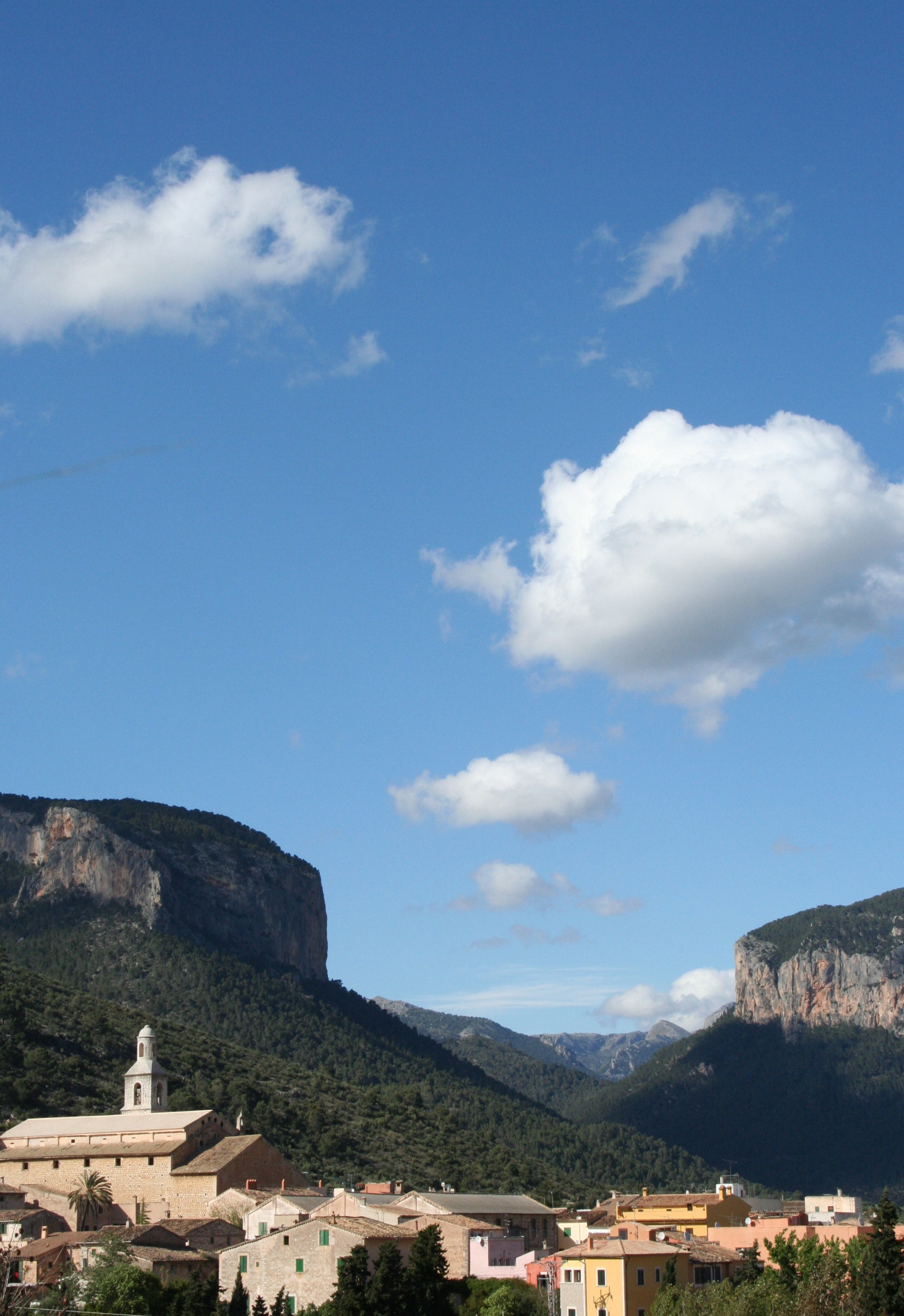
Alaró.

La llegenda afirma que l'amenaça es complí: després de l'assalt al castell d'Alaró, quan el castell es rendí, el 30 de desembre de 1285, l'infant Alfons, que aleshores ja era rei per la mort del seu pare, ordenà que cremessin els dos defensors com si fossin cabrits, matant-los a la plaça d'Alaró (al barri de Los Damunts, llavors al centre del poble) el gener de 1286; el fet provocà l'excomunió del rei.

## Historicitat
Durant segles es va considerar que els dos personatges eren llegendaris i no havien existit. De fet, manquen referències contemporànies i cap dels cronistes medievals els esmenten, tot i la magnitud del fet. Alguns historiadors adueixen que el fet fou silenciat perquè havia estat humiliant per al rei i la causa de la seva excomunió. Només apareixen al Breviarium Maioricensis, que n'originà el culte i que fou substituït pel romà al segle xvi, quedant oblidat l'antic culte.
Al segle xix, però, es trobà a l'Audiència de Mallorca un document de l'any 1300, un plet entre Guillem i Berenguer Bassa i Joan Hom de Déu per un deute: esmenta que Guillem i Berenguer Bassa eren fills i hereus de Guillem Bassa, "condemnat a mort i confiscats llurs béns devers catorze anys abans", és a dir, el 1286, data de la mort dels defensors. El mateix document esmenta N. Cabrit.
A un capbreu de 1395 s'hi recull la fundació d'un benefici de 1312, per part del rei Sanç I de Mallorca a la Capella de la Pietat de la Seu, on hi ha les restes de Cabrit i Bassa. Això s'ha interpretat com que Sanç va heretar de son pare Jaume la penitència imposada a Alfons per aixecar-ne l'excomunió: havia d'erigir un altar i fundar un benefici per les ànimes de Cabrit i Bassa, la qual cosa confirmaria el fet i la llegenda.

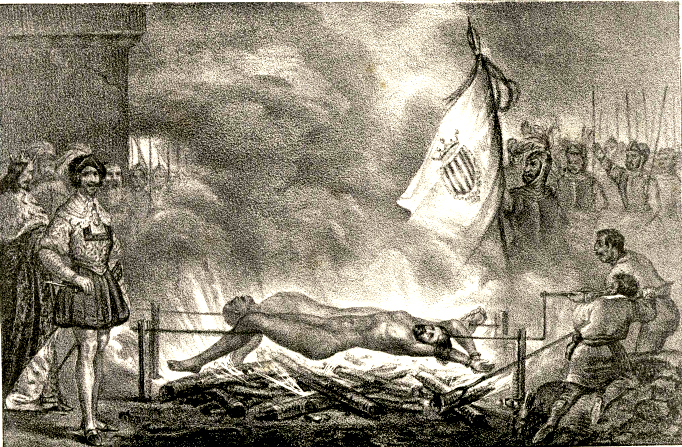
Gravat d'Historia del Reino de Mallorca, 1840
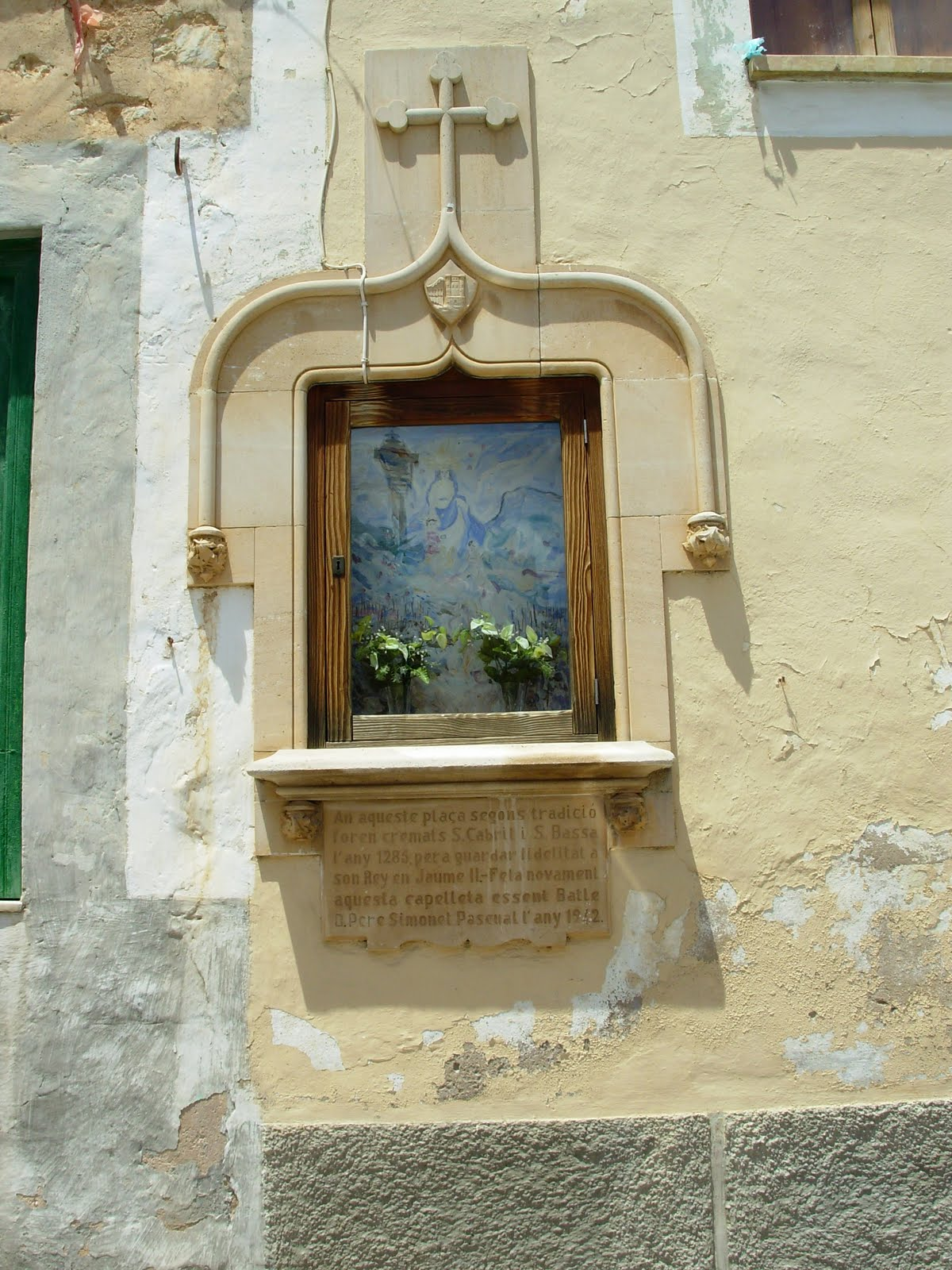
Capelleta a la plaça d'Alaró, recordant la mort dels defensors
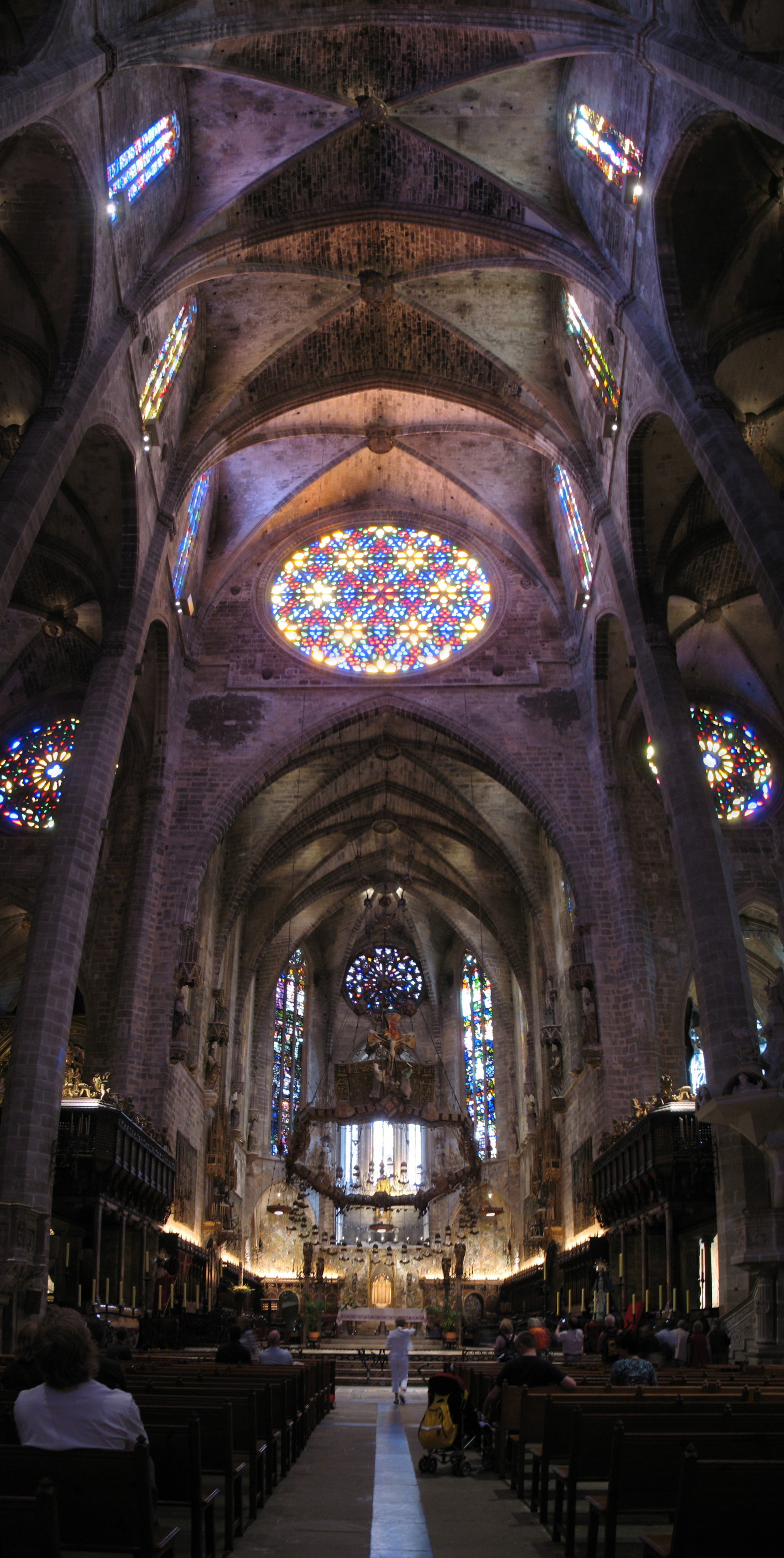
Catedral de Palma, on van instal·lar-se les restes dels màrtirs

## Veneració
La notícia d'aquest fet es va escampar per diversos països i arribà a orelles del Papa, que excomunicà el rei Alfons. Jaume II, en tornar al tron, va fer recollir les restes dels dos soldats i els va fer posar en una urna a la catedral de Mallorca. Durant segles, Cabrit i Bassa varen ser venerats com a màrtirs, reberen culte com a sants i les seves imatges anaren apareixent per diferents retaules i quadres. Eren esmentats al breviari de la diòcesi de Mallorca, d'on desaparegueren al segle xvi, en imposar-se el missal tridentí.
Malgrat això, durant la contrareforma, el culte fou impulsat per l'Església, igual que altres sants locals.
El culte popular hi continuà, i el novembre de 1631, els jurats de la ciutat van decretar la celebració de la festa de Cabrit i Bassa a la capella de la seu, en un moment que la política foralista intenta contrarestar les posicions centralistes del govern de Felip III d'Espanya. El culte oficial fou suprimit, però, en 1635, quan Juan de Santander, bisbe de Mallorca, el prohibí. Finalment, en 1776, el bisbe Juan Díaz de la Guerra va ordenar la retirada de quadres i imatges dels sants, que ja no eren al santoral, i en va prohibir el culte, públic o privat.
El culte popular continuà, però, i Cabrit i Bassa prengueren una dimensió llegendària i simbòlica, com a defensors de la llibertat de l'illa. Bartomeu Guasp la resumeix en els versos:
| « | La història de nostra raça / tingué aquí dalt gonfanoners / de lleialtat: Cabrit i Bassa, / en heroisme i fe els primers, /ara en glòria que mai passa / postren ses palmes i llorers | » |

.
La festivitat es feia el 6 de novembre.
El 2006 se celebrà a Alaró entre els mesos d'agost i octubre, una exposició antològica dedicada als dos personatge organitzada per l'Associació Al Rum i l'Ajuntament de la localitat. Es reuní gairebé tota l'obra artística que representa als dos 'sants' i es presentaren obres inèdites trobades durant les tasques de recerca: com per exemple una representació del martiri trobada a la capella de sant Benet de la Seu o les dues pintures sobre taula amagades darrere uns sobre tela que es troben al castell d'Alaró. El catàleg de l'exposició ha permès destriar el que hi ha d'història i de llegenda darrere les figures de Cabrit i Bassa.